# Анна Йоунасдоуттир
Анна Гвюдрун Йоунасдоуттир (исл. Anna Guðrún Jónasdóttir; род. 2 декабря 1942) — исландский политолог и специалист по гендерным исследованиям. Она является почётным профессором Центра феминистских социальных исследований Университета Эребру и содиректором Международной коллегии передовых трансдисциплинарных гендерных исследований GEXcel, созданной в 2006 году как центр передового опыта в области гендерных исследований. Она автор и редактор нескольких книг. Анна Йонасдоттир известна, в частности, своей теорией «силы любви». Её книга «Почему женщины угнетены» была описана в New York Times Book Review как «тщательная попытка оживить одну из самых провокационных ранних тем женского освободительного движения Америки». Она «исследует концепцию интересов женщин в политической теории демократии участия».

## Биография
Родилась 2 декабря 1942 года. Родители: Йоунас Йоуханнссон (Jónas Jóhannsson; 12 января 1896 — 10 мая 1982) и Индиана Гисладоуттир (Indíana Gísladóttir; 6 декабря 1904 — 14 августа 1990). Пятая из шести братьев и сестёр.
Она имеет образование в области политологии, социологии, экономической истории и психологии, а также степень доктора политологии Гётеборгского университета (1991 год). Её диссертация называлась «Власть любви и политические интересы». Основными областями её исследований являются социальная и политическая теория.

## Личная жизнь
Вышла замуж за Бу Юнсона (швед. Bo Jonsson; род. 25 августа 1935).

## Избранные книги
- Jónasdóttir, Anna. The Political interests of gender: developing theory and research with a feminist face / Anna Jónasdóttir, Kathleen Jones. — London Newbury Park : Sage Publications, 1988. — ISBN 9780803980860.
- Jónasdóttir, Anna. Love power and political interests: towards a theory of patriarchy in contemporary western societies. — Örebro, Sweden : University of Örebro, 1991. — ISBN 9789176681169. Опубликована на испанском языке: El poder del amor: le importa el sexo a la democracia. — Madrid Valencia Madrid : Ediciones Cátedra Universitat de València Instituto de la Mujer, 1993. — ISBN 9788437611891.
- Jónasdóttir, Anna. Why women are oppressed. — Philadelphia : Temple University Press, 1994. — ISBN 9781566391108.
- Jónasdóttir, Anna. Is there a Nordic feminism?: Nordic feminist thought on culture and society / Anna Jónasdóttir, Bente Rosenbeck, Drude van der Fehr. — London Philadelphia : UCL Press, 1998. — ISBN 9781857288780.
- Jónasdóttir, Anna. The political interests of gender revisited: redoing theory and research with a feminist face / Anna Jónasdóttir, Kathleen Jones. — Tokyo New York : United Nations University Press, 2009. — ISBN 9789280811605. Pdf version.
- Jónasdóttir, Anna. Sexuality, gender and power intersectional and transnational perspectives / Anna Jónasdóttir, Kathleen Jones, Valerie Bryson. — New York : Routledge, 2011. — ISBN 9780415880879.
- Jónasdóttir, Anna G. Love: a question for feminism in the twenty-first century / Anna G Jónasdóttir, Ann Ferguson. — New York : Routledge Advances in Feminist Studies and Intersectionality, 2014. — ISBN 9780415704298.